# ペンゲー
ペンゲー（ハンガリー語: pengő）は、1927年1月21日から1946年7月31日のあいだ使用されていた、ハンガリーの通貨である。ペンゴと呼ばれることもある。激しいハイパーインフレの期間の後、ペンゲーはフォリントに置き換えられた。補助通貨は 1ペンゲー = 100フィレール。

## ペンゲーの導入
ハンガリー語では硬貨の鳴る擬音語（日本語でいうチャリンチャリン）を、金貨はcsengő、銀貨はpengő、銅貨はkongóと表現する。ここから転じて、オーストリア＝ハンガリー・グルデン（オーストリア＝ハンガリー・フォリント）硬貨はpengő forintと呼ばれていた。
第一次世界大戦の後、サン＝ジェルマン条約の206条に従ってオーストリア・ハンガリー銀行は清算し、オーストリア＝ハンガリー・クローネを別の通貨へと変更しなければならなかった。そのため、ハンガリー国内ではコロナ通貨が導入されたものの、高率なインフレーションに見舞われた。1925年に新たな通貨であるペンゲーが導入され、1ペンゲー = 1万2500コロナとして設定された。また、3,800ペンゲーで金1キログラム相当と定められた。しかし、クローネとは異なり、ペンゲーの金貨は発行されなかった。世界恐慌まではペンゲーは近隣諸国で最も安定した通貨だった。

## ハイパーインフレーション
第二次世界大戦後に発生した未曾有のハイパーインフレーションで、ペンゲー貨は著しく減価した。1945年5月1日の郵便料金は1ペンゲーであったが、7月1日に3ペンゲー、翌1946年1月には600ペンゲーに達した。インフレはさらに猛烈な勢いで加速し、3月には2万ペンゲー、5月に200万ペンゲー、7月には40兆ペンゲーに達した。インフレ率は96𥝱(96×1024)％に達している。高額紙幣の追加発行が相次ぐ中、10垓ペンゲー (1021)という史上最高額の紙幣も印刷されているが発行には至らなかった。市中で実際に流通していた紙幣の内、額面が最も大きかったのは1垓ペンゲー紙幣（1020 画像）であるが、1946年に発行が開始されたこの紙幣の価値は0.20USドル相当に過ぎなかった。
1946年1月1日に「アドーペンゲー」（adópengő→「税の」ペンゲー）という納税に用途が限定された貨幣が発行され、同年の5月9日にはその価値を通常のペンゲーの下落幅にスライドさせる目的で法定通貨として認められた。しかし、通常のペンゲー貨の暴落が続く中、導入当初は前者と等価であったアドーペンゲーの価値は上昇を続け、最終的には1アドーペンゲーが2×1021（20垓）ペンゲー前後のレートで取引されるようになる。もっとも、このアドーペンゲーが優位に立つ事ができたのはあくまでも通常のペンゲーに対してのみであり、激しいインフレと減価に苦しんだ通貨である点では何ら変わる所がなかった。
結局、1946年8月1日に新通貨フォリントが導入され、新旧両貨の交換比率は1フォリント=40穣ペンゲー (4×1029) に設定された。この通貨改革（デノミネーション）によりハンガリーの経済はようやく安定へと向かう事になる。

## 硬貨

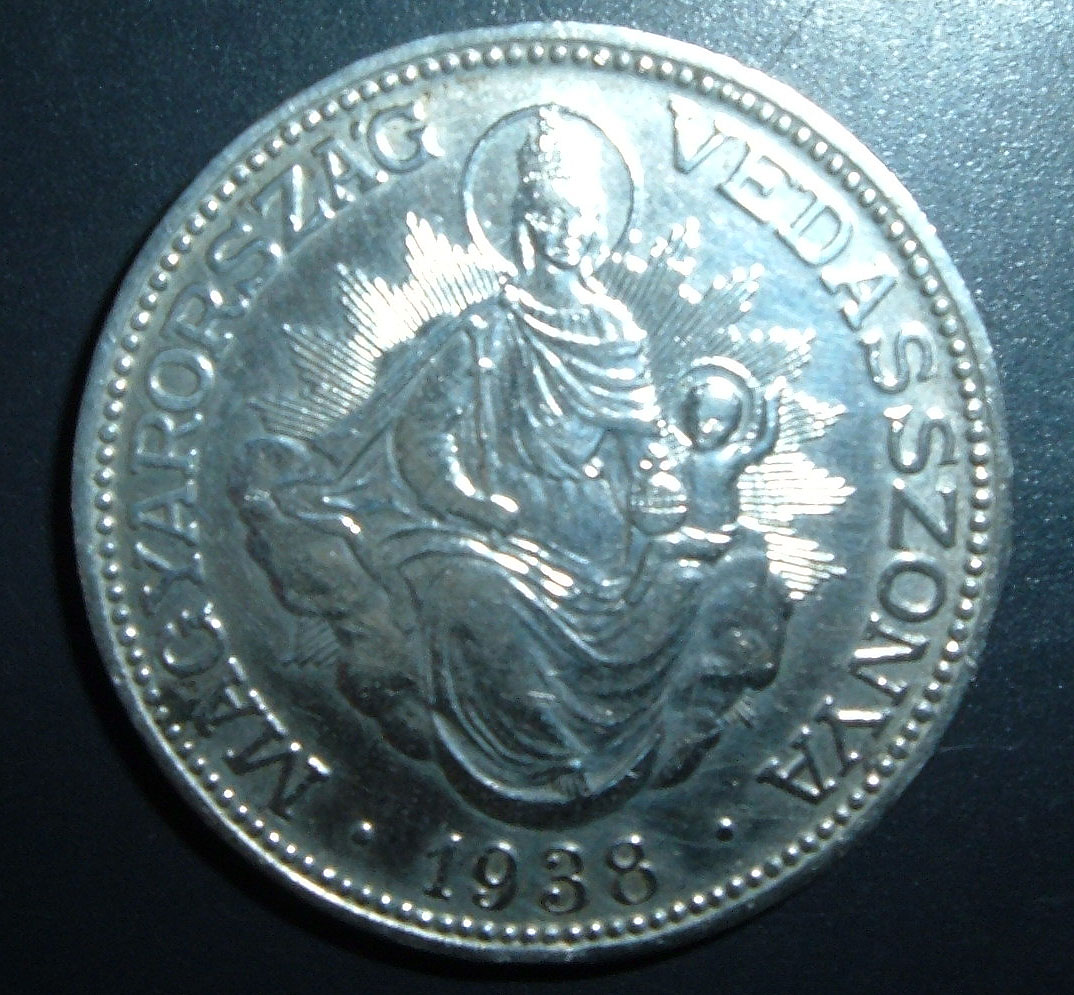
2ペンゲー、1936年

1926年より1・2・10・20・50フィレール、そして1ペンゲー硬貨が発行された。1・2フィレール硬貨は青銅、10から50フィレール硬貨は白銅、1ペンゲーは64%純度の銀でできていた。1929年、2ペンゲー硬貨が新たに登場したが、これも64%純度の銀だった。5ペンゲー硬貨は1939年に発行された。
第二次世界大戦中に、1フィレール硬貨は製造中止となり、2フィレール硬貨も鋼鉄、そして亜鉛製となり、10・20フィレール硬貨は鋼鉄で鋳造されるようになった。また1から5ペンゲー硬貨はアルミニウム製となった。
1945年のハイパーインフレーション発生前に出された5ペンゲーアルミニウム貨がこの通貨の最後の硬貨となった。

## 紙幣
ハンガリー中央銀行は、5・10・20・50・100ペンゲー紙幣を1926年末に発行した。これら紙幣には透かしが入れられていた（5ペンゲーを除く）。表面にはハンガリーの歴史上の人物が描かれ、裏面にはブダペストの建造物や絵画が描かれていた。紙幣には「教育」という役割も持たされていた。
より偽造されにくくするために、すぐに新しいシリーズの紙幣が印刷された。このとき、高度な技術を持った者がハンガリー国内にはいなかったため、オーストリアから専門家が招聘された。このシリーズの額面は5・10・20・100・1000ペンゲーだった。しかし、1000ペンゲーはかなり高額な紙幣だったため、一般市民が手にすることはほとんどなかった。なお、この紙幣に描かれた肖像や建造物は、前の紙幣と殆ど変わらなかった。また、5ペンゲー紙幣は早々に銀貨に置き換わった。
ウィーン裁定の後、ハンガリーは回復した領土に通貨を供給させなければならなかった。銀貨を発行していてはコストがかかりすぎるため、5ペンゲー紙幣が1938年、1ペンゲー紙幣が1941年にそれぞれ発行された。これら紙幣は粗悪で単純なデザインだった。この2つの紙幣が発行されたのと同時期に、2・5・10・20ペンゲーの新紙幣が発行された。これら紙幣は、ハンガリーの民芸と人々がテーマとなっていた。
インフレーション中には次々に高額紙幣が発行され、最終的には1垓ペンゲー（1020ペンゲー）紙幣まで発行された。ハイパーインフレーションの間、紙幣のデザインは色だけ変えて使いまわされ、呼び名もペンゲー (pengő) からミルペンゲー（milpengő。milは英語のmillionに相当し、100万ペンゲーの意。106）、Bペンゲー（b.-pengő。ｂは主に英国で用いるbillion、主に米国で用いるtrillionに相当し、1兆ペンゲーの意。1012）に変えて、超高額面の紙幣が次々と発行されていった。発行された最も高額面の紙幣は、1垓ペンゲー紙幣だった（1垓=1020）。この紙幣の価値（流通された時点）はわずか0.2USドルだった。なお、印刷された最も大きな額面は10垓ペンゲー紙幣だったが、発行はされなかった。
ハイパーインフレを止めるため、ペンゲーの代わりアドーペンゲーが発行されたが、幾分インフレの勢いが衰えただけで、通貨の暴落は止まらなかった。債権は財務省によって発行され、その額面は1万から1億アドーペンゲーまであり、粗悪な紙に印刷された単純なデザインだった。この通貨はハイパーインフレーションの最後の月に、法定通貨となり、ほとんどペンゲーと置き換わった。
これら膨大な量の紙幣発行で上質な紙が消費されたため、後のフォリント紙幣の生産に悪影響を与えた。

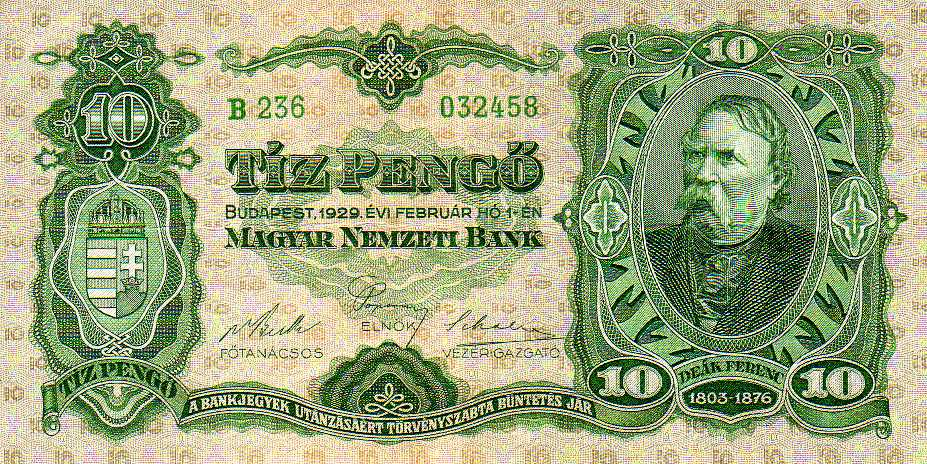
10 ペンゲー紙幣（1929年）
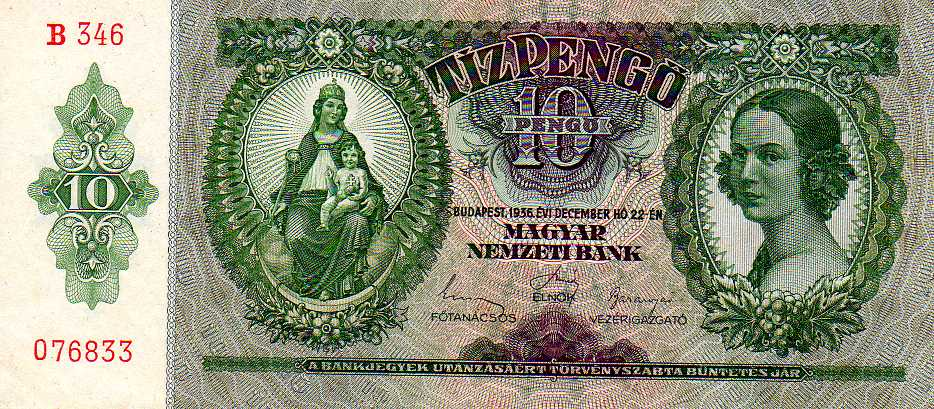
10 ペンゲー紙幣（1936年）
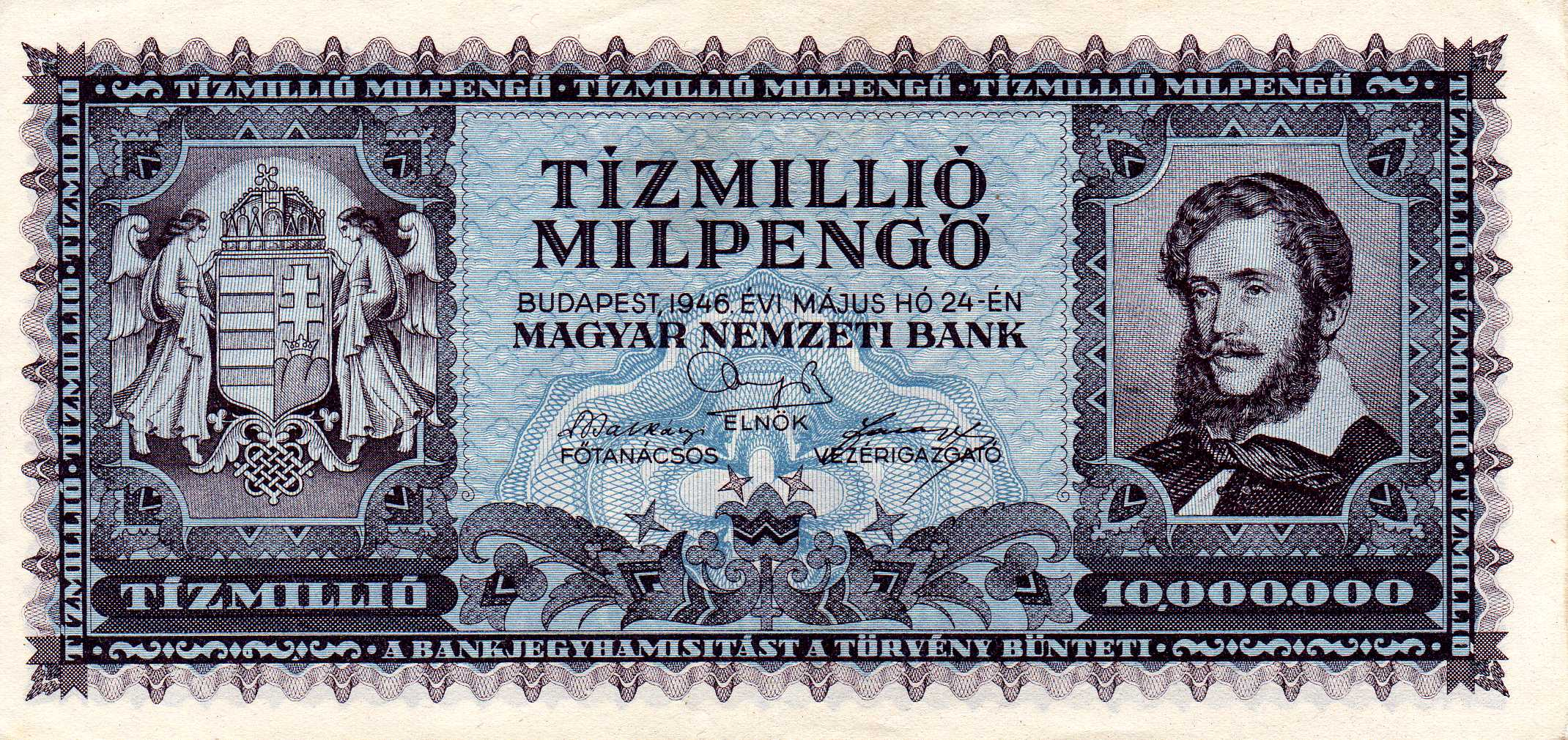
10兆ペンゲー紙幣（1946年）
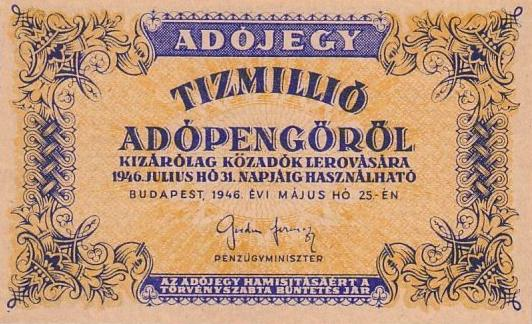
1000万アドーペンゲー紙幣（1946年）

## 交換レート
| 年月日       | 1ドルと等価のペンゲー           |
| ------------ | ------------------------------- |
| 1927年1月1日 | 5.70                            |
| 1938年1月    | 5.40                            |
| 1941年3月    | 5.06                            |
| 1944年6月    | 33.51                           |
| 1945年7月    | 1320                            |
| 1945年10月   | 8200                            |
| 1945年11月   | 108 000                         |
| 1945年12月   | 128 000                         |
| 1946年1月    | 795 000                         |
| 1946年3月    | 1 750 000                       |
| 1946年5月    | 59 000 （5.9×10 = 590億）       |
| 1946年6月    | 42 000 （4.2×1016 = 4京2000兆） |
| 1946年7月    | 460 000 （4.6×1029 = 46穣）     |

| 年月日        | 1アドペンゲーと等価のペンゲー |
| ------------- | ----------------------------- |
| 1946年1月1日  | 1                             |
| 1946年2月1日  | 1.7                           |
| 1946年3月1日  | 10                            |
| 1946年4月1日  | 44                            |
| 1946年5月1日  | 630                           |
| 1946年6月1日  | 160 000                       |
| 1946年7月1日  | 7 500 000 （7.5×109 = 75億）  |
| 1946年7月31日 | 2 000 （2×1021 = 20垓）       |